# 锡瓦特兰
锡瓦特兰是墨西哥的一座城市，位于哈利斯科州，隶属于与其同名的锡瓦特兰自治区。其名由来已久，在古典纳瓦特尔语中锡瓦特兰之意为“女性之地”，西班牙侵略者在从阿兹特克手中夺取锡瓦特兰之后，允许该地区保留其锡瓦特兰之名。

## 地理
锡瓦特兰位于哈利斯科州最南端，与科利马州相邻。墨西哥200号高速公路穿过该城镇。

## 词源
锡瓦特兰由古典纳瓦特尔语中的两个单词组成，其一为“西瓦”（“Zihua”），意为“女性”；其二为“特兰”（“tlán”），意为“土地”，由此锡瓦特兰之意为“女性之地”。

## 历史
锡瓦特兰建立在马拉巴斯科河岸旁，西班牙殖民者征服该地区之时，锡瓦特兰共有500名女性，但只有20名男性。第一只探索哈利斯科州海岸的探险队由贡萨洛·德桑多瓦尔率领。在1528年由殖民地总督埃爾南·科爾特斯写给西班牙国王的信中，科尔特斯提到了锡瓦特兰，并称该地区拥有大量黄金和珍珠。

## 徽章
锡瓦特兰的徽章来源于法国的十字风格。其左上角是一名前西班牙裔女性的头；右上角为一艘行驶在海上的帆船；左下角为宗教教堂；右下角则是富饶的山谷。

## 自治区主要村镇
- 锡瓦特兰，15697居民
- 梅拉克，6379居民
- 哈卢科，2182居民